# 6e étape du Tour d'Italie 2002
Pour un article plus général, voir Tour d'Italie 2002.
La 6e étape du Tour d'Italie 2002 a eu lieu le 17 mai 2002 entre les villes de Cuneo dans le Piémont et de Varazze en Ligurie sur une distance de 190 km. Elle a été remportée par l'Italien Giovanni Lombardi (Acqua & Sapone-Cantina Tollo) devant son compatriote Ruggero Marzoli (Formaggi Trentini) et l'Allemand Bert Grabsch (Phonak Hearing Systems). Présent dans l'échappée qui se dispute la victoire, l'Allemand Jens Heppner (Telekom s'empare du maillot rose de cette édition du Tour d'Italie à l'issue de l'étape au détriment de l'Italien Stefano Garzelli (Mapei-Quick Step).

## Classement de l'étape
| \| Classement de l'étape \| Classement de l'étape \| Classement de l'étape \| Classement de l'étape \| Classement de l'étape \| \| Coureur \| Coureur \| Pays \| Équipe \| Temps \| \| --------------------- \| --------------------- \| --------------------- \| ---------------------------- \| --------------------- \| \| 1er \| Giovanni Lombardi \| Italie \| Acqua & Sapone-Cantina Tollo \| 4 h 56 min 45 s \| \| 2e \| Ruggero Marzoli \| Italie \| Formaggi Trentini \| + 0 s \| \| 3e \| Bert Grabsch \| Allemagne \| Phonak Hearing Systems \| + 0 s \| \| 4e \| Eddy Mazzoleni \| Italie \| Tacconi Sport \| + 0 s \| \| 5e \| Ángel Vicioso \| Espagne \| Kelme-Costa Blanca \| + 0 s \| \| 6e \| Yaroslav Popovych \| Ukraine \| Landbouwkrediet-Colnago \| + 0 s \| \| 7e \| Jens Heppner \| Allemagne \| Telekom \| + 0 s \| \| 8e \| Mariano Piccoli \| Italie \| Lampre-Daikin \| + 0 s \| \| 9e \| Francisco León Mane \| Espagne \| Kelme-Costa Blanca \| + 18 s \| \| 10e \| Thorwald Veneberg \| Pays-Bas \| Rabobank \| + 18 s \| |                     |           |                              |                 |
| |                     |           |                              |                 |
| |                     |           |                              |                 |
| Classement de l'étape |                     |           |                              |                 |
| Coureur | Coureur             | Pays      | Équipe                       | Temps           |
| 1er | Giovanni Lombardi   | Italie    | Acqua & Sapone-Cantina Tollo | 4 h 56 min 45 s |
| 2e | Ruggero Marzoli     | Italie    | Formaggi Trentini            | + 0 s           |
| 3e | Bert Grabsch        | Allemagne | Phonak Hearing Systems       | + 0 s           |
| 4e | Eddy Mazzoleni      | Italie    | Tacconi Sport                | + 0 s           |
| 5e | Ángel Vicioso       | Espagne   | Kelme-Costa Blanca           | + 0 s           |
| 6e | Yaroslav Popovych   | Ukraine   | Landbouwkrediet-Colnago      | + 0 s           |
| 7e | Jens Heppner        | Allemagne | Telekom                      | + 0 s           |
| 8e | Mariano Piccoli     | Italie    | Lampre-Daikin                | + 0 s           |
| 9e | Francisco León Mane | Espagne   | Kelme-Costa Blanca           | + 18 s          |
| 10e | Thorwald Veneberg   | Pays-Bas  | Rabobank                     | + 18 s          |

## Classement général
| \| Classement général \| Classement général \| Classement général \| Classement général \| Classement général \| \| Coureur \| Coureur \| Pays \| Équipe \| Temps \| \| ------------------ \| -------------------- \| ------------------ \| ----------------------- \| ------------------ \| \| 1er \| Jens Heppner \| Allemagne \| Telekom \| 31 h 19 min 45 s \| \| 2e \| Stefano Garzelli \| Italie \| Mapei-Quick Step \| + 3 min 33 s \| \| 3e \| Yaroslav Popovych \| Ukraine \| Landbouwkrediet-Colnago \| + 3 min 43 s \| \| 4e \| Pietro Caucchioli \| Italie \| Alessio \| + 3 min 45 s \| \| 5e \| Eddy Mazzoleni \| Italie \| Tacconi Sport \| + 3 min 57 s \| \| 6e \| Ángel Vicioso \| Espagne \| Kelme-Costa Blanca \| + 4 min 09 s \| \| 7e \| Francesco Casagrande \| Italie \| Fassa Bortolo \| + 4 min 16 s \| \| 8e \| Paolo Savoldelli \| Italie \| Index-Alexia Alluminio \| + 4 min 27 s \| \| 9e \| Gilberto Simoni \| Italie \| Saeco-Longoni Sport \| + 4 min 33 s \| \| 10e \| Santiago Pérez \| Espagne \| Kelme-Costa Blanca \| + 4 min 36 s \| |                      |           |                         |                  |
| |                      |           |                         |                  |
| |                      |           |                         |                  |
| Classement général |                      |           |                         |                  |
| Coureur | Coureur              | Pays      | Équipe                  | Temps            |
| 1er | Jens Heppner         | Allemagne | Telekom                 | 31 h 19 min 45 s |
| 2e | Stefano Garzelli     | Italie    | Mapei-Quick Step        | + 3 min 33 s     |
| 3e | Yaroslav Popovych    | Ukraine   | Landbouwkrediet-Colnago | + 3 min 43 s     |
| 4e | Pietro Caucchioli    | Italie    | Alessio                 | + 3 min 45 s     |
| 5e | Eddy Mazzoleni       | Italie    | Tacconi Sport           | + 3 min 57 s     |
| 6e | Ángel Vicioso        | Espagne   | Kelme-Costa Blanca      | + 4 min 09 s     |
| 7e | Francesco Casagrande | Italie    | Fassa Bortolo           | + 4 min 16 s     |
| 8e | Paolo Savoldelli     | Italie    | Index-Alexia Alluminio  | + 4 min 27 s     |
| 9e | Gilberto Simoni      | Italie    | Saeco-Longoni Sport     | + 4 min 33 s     |
| 10e | Santiago Pérez       | Espagne   | Kelme-Costa Blanca      | + 4 min 36 s     |

## Classements annexes
| Classement par points | Classement par points | Classement par points | Classement par points        | Classement par points |
| Coureur               | Coureur               | Pays                  | Équipe                       | Points                |
| --------------------- | --------------------- | --------------------- | ---------------------------- | --------------------- |
| 1er                   | Mario Cipollini       | Italie                | Acqua & Sapone-Cantina Tollo | 78 pts                |
| 2e                    | Massimo Strazzer      | Italie                | Phonak Hearing Systems       | 67 pts                |
| 3e                    | Stefano Garzelli      | Italie                | Mapei-Quick Step             | 51 pts                |
| 4e                    | Fabrizio Guidi        | Italie                | Team Coast                   | 48 pts                |
| 5e                    | Robbie McEwen         | Australie             | Lotto-Adecco                 | 41 pts                |

| Classement par points | Classement par points | Classement par points | Classement par points        | Classement par points |
| Coureur               | Coureur               | Pays                  | Équipe                       | Points                |
| --------------------- | --------------------- | --------------------- | ---------------------------- | --------------------- |
| 1er                   | Mario Cipollini       | Italie                | Acqua & Sapone-Cantina Tollo | 78 pts                |
| 2e                    | Massimo Strazzer      | Italie                | Phonak Hearing Systems       | 67 pts                |
| 3e                    | Stefano Garzelli      | Italie                | Mapei-Quick Step             | 51 pts                |
| 4e                    | Fabrizio Guidi        | Italie                | Team Coast                   | 48 pts                |
| 5e                    | Robbie McEwen         | Australie             | Lotto-Adecco                 | 41 pts                |

| Classement de la montagne | Classement de la montagne | Classement de la montagne | Classement de la montagne | Classement de la montagne |
| Coureur                   | Coureur                   | Pays                      | Équipe                    | Points                    |
| ------------------------- | ------------------------- | ------------------------- | ------------------------- | ------------------------- |
| 1er                       | Stefano Garzelli          | Italie                    | Mapei-Quick Step          | 19 pts                    |
| 2e                        | Santiago Pérez            | Espagne                   | Kelme-Costa Blanca        | 10 pts                    |
| 3e                        | Francesco Casagrande      | Italie                    | Fassa Bortolo             | 9 pts                     |
| 4e                        | Ruggero Marzoli           | Italie                    | Formaggi Trentini         | 9 pts                     |
| 5e                        | Gilberto Simoni           | Italie                    | Saeco-Longoni Sport       | 6 pts                     |

| Classement de la montagne | Classement de la montagne | Classement de la montagne | Classement de la montagne | Classement de la montagne |
| Coureur                   | Coureur                   | Pays                      | Équipe                    | Points                    |
| ------------------------- | ------------------------- | ------------------------- | ------------------------- | ------------------------- |
| 1er                       | Stefano Garzelli          | Italie                    | Mapei-Quick Step          | 19 pts                    |
| 2e                        | Santiago Pérez            | Espagne                   | Kelme-Costa Blanca        | 10 pts                    |
| 3e                        | Francesco Casagrande      | Italie                    | Fassa Bortolo             | 9 pts                     |
| 4e                        | Ruggero Marzoli           | Italie                    | Formaggi Trentini         | 9 pts                     |
| 5e                        | Gilberto Simoni           | Italie                    | Saeco-Longoni Sport       | 6 pts                     |

| Classement par équipes | Classement par équipes | Classement par équipes | Classement par équipes |
| Équipe                 | Équipe                 | Pays                   | Temps                  |
| ---------------------- | ---------------------- | ---------------------- | ---------------------- |
| 1re                    | Kelme-Costa Blanca     | Espagne                | 93 h 38 min 15 s       |
| 2e                     | Alessio                | Italie                 | + 5 min 03 s           |
| 3e                     | Telekom                | Allemagne              | + 7 min 17 s           |
| 4e                     | Lampre-Daikin          | Italie                 | + 8 min 31 s           |
| 5e                     | Mapei-Quick Step       | Italie                 | + 8 min 41 s           |

| Classement par équipes | Classement par équipes | Classement par équipes | Classement par équipes |
| Équipe                 | Équipe                 | Pays                   | Temps                  |
| ---------------------- | ---------------------- | ---------------------- | ---------------------- |
| 1re                    | Kelme-Costa Blanca     | Espagne                | 93 h 38 min 15 s       |
| 2e                     | Alessio                | Italie                 | + 5 min 03 s           |
| 3e                     | Telekom                | Allemagne              | + 7 min 17 s           |
| 4e                     | Lampre-Daikin          | Italie                 | + 8 min 31 s           |
| 5e                     | Mapei-Quick Step       | Italie                 | + 8 min 41 s           |